# 尼氏肩孔南極魚
尼氏肩孔南極魚為輻鰭魚綱鱸形目南極魚亞目南極魚科的其中一種，分布於南冰洋海域，棲息深度1-420公尺，體長可達36公分，為底棲性魚類，屬肉食性，以端足類、多毛類、軟體動物、魚類等為食。

## 擴展閱讀
維基物種上的相關：尼氏肩孔南極魚